# Kościół św. Franciszka z Asyżu w Ostrołęce
Kościół pw. św. Franciszka w Ostrołęce – rzymskokatolicki kościół parafialny zbudowany w latach 1997–1998. Wcześniej, od 1994 r., w miejscu obecnego kościoła istniała drewniana kaplica. Należy ona do Dekanatu Ostrołęka – św. Antoniego w diecezji łomżyńskiej, skupia ok. 9430 wiernych.

## Historia
30 czerwca 1993 bp Juliusz Paetz ustanawia dekretem ks. Tadeusza Zawadzkiego odpowiedzialnym za organizowanie nowego ośrodka duszpasterskiego na Osiedlu „Centrum” w Ostrołęce. Dekret Erekcyjny Parafii Rzymsko-Katolickiej pw. Św. Franciszka z Asyżu w Ostrołęce sygnowany przez biskupa łomżyńskiego w dniu 31 sierpnia 1994 wydzielając je z sąsiednich parafii Zbawiciela Świata, św. Antoniego w Ostrołęce i Najświętszego Serca Pana Jezusa w Rzekuniu. 11 września miało miejsce uroczyste erygowanie parafii i poświęcenie kaplicy przez bp. pomocniczego Tadeusza Zawistowskiego. 9 marca 1997 roku na zebraniu Rady Parafialnej zadecydowano o budowie domu parafialnego. 17 grudnia 1998 bp Stanisław Stefanek dokonał poświęcenia sali parafialnej w nowym budynku plebanii. Podjęto decyzję o budowie kościoła. 3 września 2000 biskup łomżyński poświęcił plac pod budowę kościoła. Kilka dni później rozpoczęto jego budowę według projektu Józefa Żołądkiewicza. 6 października 2002 wmurowano kamień węgielny i ukończono stan surowy świątyni. 30 maja 2021 kościół został konsekrowany przez biskupa łomżyńskiego Janusza Stepnowskiego.